# Премия журнала Empire (2013)
18-я церемония вручения наград премии «Империя» за заслуги в области кинематографа за 2012 год состоялась 24 марта 2013 года в Grosvenor House Hotel (Лондон, Великобритания). Лауреаты были определены по итогам голосования аудиторией журнала Empire.
Обладателем специальная награды «Вдохновение премии „Империя“» стал Сэм Мендес.

## Список лауреатов и номинантов
• Лауреаты выделены отдельным цветом. 
| Категории                                      | Лауреаты и номинанты                                                                       |
| ---------------------------------------------- | ------------------------------------------------------------------------------------------ |
| Лучший фильм                                   | • 007: Координаты «Скайфолл» / Skyfall                                                     |
| Лучший фильм                                   | • Джанго освобождённый / Django Unchained                                                  |
| Лучший фильм                                   | • Хоббит: Нежданное путешествие / The Hobbit: An Unexpected Journey                        |
| Лучший фильм                                   | • Тёмный рыцарь: Возрождение легенды / The Dark Knight Rises                               |
| Лучший фильм                                   | • Мстители / The Avengers                                                                  |
| Лучший британский фильм                        | • Раз! Два! Три! Умри! / Sightseers                                                        |
| Лучший британский фильм                        | • Судья Дредд 3D / Dredd                                                                   |
| Лучший британский фильм                        | • Женщина в чёрном / The Woman in Black                                                    |
| Лучший британский фильм                        | • Отверженные / Les Misérables                                                             |
| Лучший британский фильм                        | • 007: Координаты «Скайфолл» / Skyfall                                                     |
| Лучшая комедия                                 | • Третий лишний / Ted                                                                      |
| Лучшая комедия                                 | • Королевство полной луны / Moonrise Kingdom                                               |
| Лучшая комедия                                 | • Мачо и ботан / 21 Jump Street                                                            |
| Лучшая комедия                                 | • Мой парень — псих / Silver Linings Playbook                                              |
| Лучшая комедия                                 | • Пираты! Банда неудачников / The Pirates! In an Adventure with Scientists!                |
| Лучший фильм ужасов                            | • Женщина в чёрном / The Woman in Black                                                    |
| Лучший фильм ужасов                            | • Раз! Два! Три! Умри! / Sightseers                                                        |
| Лучший фильм ужасов                            | • Синистер / Sinister                                                                      |
| Лучший фильм ужасов                            | • Мрачные тени / Dark Shadows                                                              |
| Лучший фильм ужасов                            | • Хижина в лесу / The Cabin in the Woods                                                   |
| Лучший научно-фантастический фильм или фэнтези | • Хоббит: Нежданное путешествие / The Hobbit: An Unexpected Journey                        |
| Лучший научно-фантастический фильм или фэнтези | • Петля времени / Looper                                                                   |
| Лучший научно-фантастический фильм или фэнтези | • Мстители / The Avengers                                                                  |
| Лучший научно-фантастический фильм или фэнтези | • Прометей / Prometheus                                                                    |
| Лучший научно-фантастический фильм или фэнтези | • Судья Дредд 3D / Dredd                                                                   |
| Лучший триллер                                 | • Охотники за головами / Headhunters                                                       |
| Лучший триллер                                 | • 007: Координаты «Скайфолл» / Skyfall                                                     |
| Лучший триллер                                 | • Операция «Арго» / Argo                                                                   |
| Лучший триллер                                 | • Рейд / The Raid: Redemption                                                              |
| Лучший триллер                                 | • Цель номер один / Zero Dark Thirty                                                       |
| Лучший 3D фильм                                | • Судья Дредд 3D" / Dredd                                                                  |
| Лучший 3D фильм                                | • Жизнь Пи / Life of Pi                                                                    |
| Лучший 3D фильм                                | • Хоббит: Нежданное путешествие / The Hobbit: An Unexpected Journey                        |
| Лучший 3D фильм                                | • Мстители / The Avengers                                                                  |
| Лучший 3D фильм                                | • Прометей / Prometheus                                                                    |
| Лучший актёр                                   | • Мартин Фримен — «Хоббит: Нежданное путешествие» (за роль Бильбо Бэггинса)                |
| Лучший актёр                                   | • Кристоф Вальц — «Джанго освобождённый» (за роль Кинга Шульца)                            |
| Лучший актёр                                   | • Дэниел Дэй-Льюис — «Линькольн» (за роль Авраама Линкольна)                               |
| Лучший актёр                                   | • Дэниел Крейг — «007: Координаты «Скайфолл»» (за роль Джеймса Бонда)                      |
| Лучший актёр                                   | • Роберт Дауни-младший — «Мстители» (за роль Тони Старка / Железного человека)             |
| Лучшая актриса                                 | • Дженнифер Лоуренс — «Голодные игры» (за роль Китнисс Эвердин)                            |
| Лучшая актриса                                 | • Энн Хэтэуэй — «Тёмный рыцарь: Возрождение легенды» (за роль Селины Кайл / Женщины-кошки) |
| Лучшая актриса                                 | • Джуди Денч — «007: Координаты «Скайфолл»» (за роль М)                                    |
| Лучшая актриса                                 | • Джессика Честейн — «Цель номер один» (за роль Майи)                                      |
| Лучшая актриса                                 | • Наоми Уоттс — «Невозможное» (за роль доктора Марии Беннетт)                              |
| Лучший режиссёр                                | • Сэм Мендес — «007: Координаты «Скайфолл»»                                                |
| Лучший режиссёр                                | • Джосс Уидон — «Мстители»                                                                 |
| Лучший режиссёр                                | • Кристофер Нолан — «Тёмный рыцарь: Возрождение легенды»                                   |
| Лучший режиссёр                                | • Квентин Тарантино — «Джанго освобождённый»                                               |
| Лучший режиссёр                                | • Питер Джексон — «Хоббит: Нежданное путешествие»                                          |
| Мужской дебют                                  | • Том Холланд — «Невозможное»                                                              |
| Мужской дебют                                  | • Донал Глисон — «Анна Каренина»                                                           |
| Мужской дебют                                  | • Сурадж Шарма — «Жизнь Пи»                                                                |
| Мужской дебют                                  | • Рэйф Сполл — «Жизнь Пи»                                                                  |
| Мужской дебют                                  | • Стив Орам — «Раз! Два! Три! Умри!»                                                       |
| Женский дебют                                  | • Саманта Баркс — «Отверженные»                                                            |
| Женский дебют                                  | • Алисия Викандер — «Анна Каренина»                                                        |
| Женский дебют                                  | • Кувенжаней Уоллис — «Звери дикого Юга»                                                   |
| Женский дебют                                  | • Элис Лоу — «Раз! Два! Три! Умри!»                                                        |
| Женский дебют                                  | • Холлидей Грейнджер — «Большие надежды»                                                   |
| Снять за 60 секунд                             | • Филипп Аскинс — «Бегущий по лезвию бритвы»                                               |

### Специальные награды
- «Вдохновение премии „Империя“» вручена режиссёру фильма «007: Координаты «Скайфолл»» — Сэму Мендес
- Герой «Empire» — Дэниел Рэдклифф
- Легенда «Empire» — Хелен Миррен
- За вклад в развитие британского кино — Дэнни Бойл